# Progressione del record mondiale del salto in alto maschile

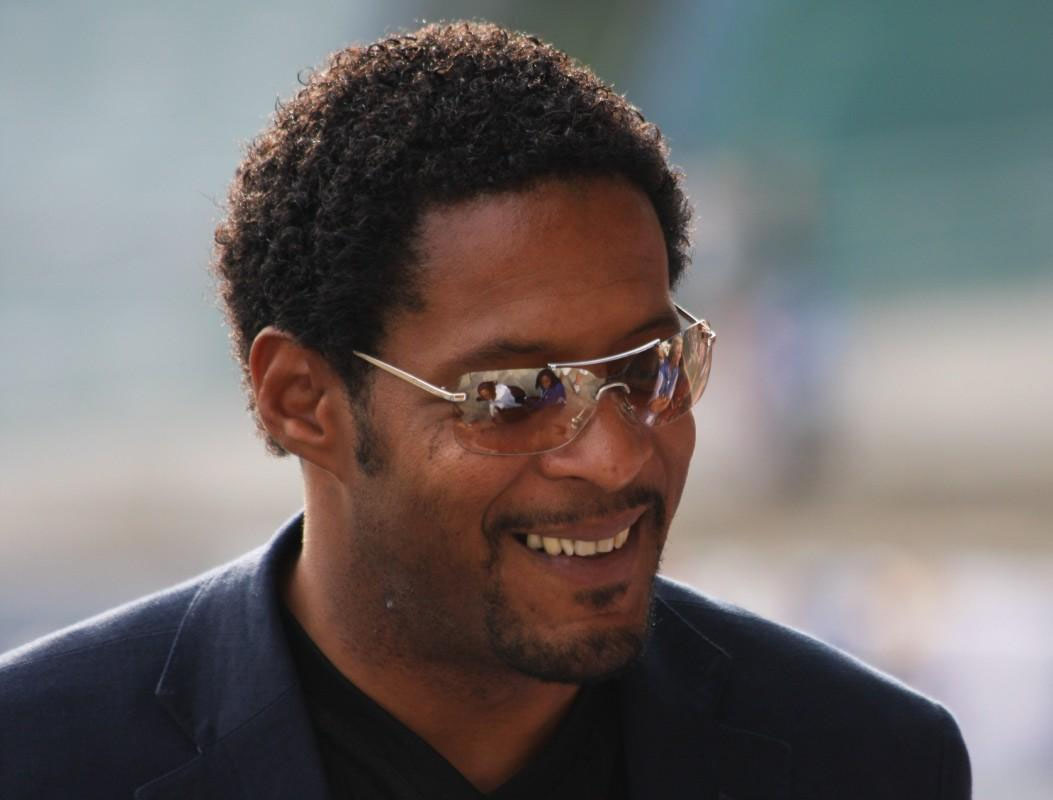
Javier Sotomayor, detentore dei record mondiali della specialità

La voce seguente illustra la progressione del record mondiale del salto in alto maschile di atletica leggera.
Il primo record mondiale maschile venne riconosciuto dalla federazione internazionale di atletica leggera nel 1912, mentre il primo record mondiale indoor risale al 1987. Ad oggi, la World Athletics ha ratificato ufficialmente 41 record mondiali assoluti e 3 record mondiali indoor di specialità.

## Progressione

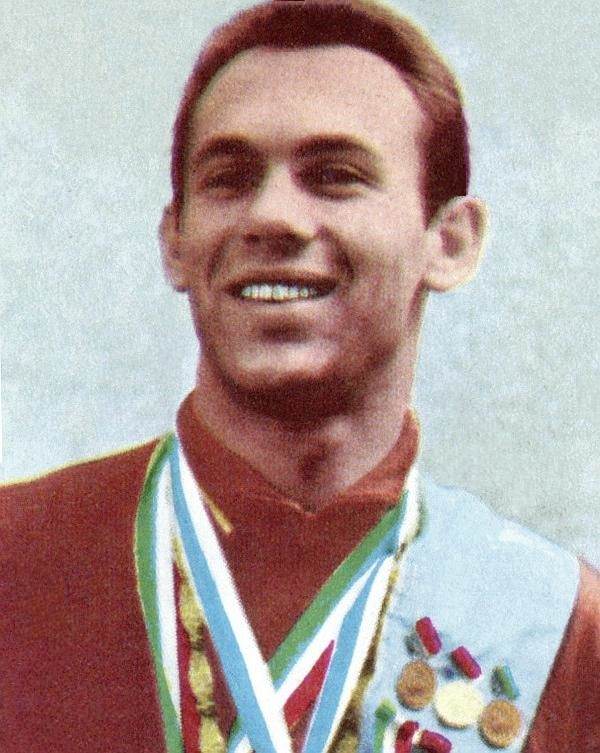
Valerij Brumel', il suo record di 2,28 m stabilito nel 1963 resisterà per 8 anni

### Record assoluti
| Misura     | Atleta             | Nazione          | Luogo                         | Data              | Note |
| ---------- | ------------------ | ---------------- | ----------------------------- | ----------------- | ---- |
| 2,00 m     | George Horine      | Stati Uniti      | Palo Alto, Stati Uniti        | 18 maggio 1912    |      |
| 2,01 m     | Edward Beeson      | Stati Uniti      | Berkeley, Stati Uniti         | 2 maggio 1914     |      |
| 2,03 m     | Harold Osborn      | Stati Uniti      | Urbana, Stati Uniti           | 27 maggio 1924    |      |
| 2,04 m     | Walter Marty       | Stati Uniti      | Fresno, Stati Uniti           | 13 maggio 1933    |      |
| 2,06 m     | Walter Marty       | Stati Uniti      | Palo Alto, Stati Uniti        | 28 aprile 1934    |      |
| 2,07 m     | Cornelius Johnson  | Stati Uniti      | New York, Stati Uniti         | 12 luglio 1936    |      |
| 2,07 m     | Dave Albritton     | Stati Uniti      | New York, Stati Uniti         | 12 luglio 1936    |      |
| 2,09 m     | Mel Walker         | Stati Uniti      | Malmö, Svezia                 | 12 agosto 1937    |      |
| 2,11 m     | Lester Steers      | Stati Uniti      | Los Angeles, Stati Uniti      | 17 giugno 1941    |      |
| 2,12 m     | Walt Davis         | Stati Uniti      | Dayton, Stati Uniti           | 27 giugno 1953    |      |
| 2,15 m     | Charles Dumas      | Stati Uniti      | Los Angeles, Stati Uniti      | 29 giugno 1956    |      |
| 2,16 m     | Yuriy Stepanov     | Unione Sovietica | Leningrado, Unione Sovietica  | 13 luglio 1957    |      |
| 2,17 m     | John Thomas        | Stati Uniti      | Filadelfia, Stati Uniti       | 30 aprile 1960    |      |
| 2,17 m     | John Thomas        | Stati Uniti      | Cambridge, Stati Uniti        | 21 maggio 1960    |      |
| 2,18 m     | John Thomas        | Stati Uniti      | Bakersfield, Stati Uniti      | 24 giugno 1960    |      |
| 2,22 m     | John Thomas        | Stati Uniti      | Palo Alto, Stati Uniti        | 1º luglio 1960    |      |
| 2,23 m     | Valerij Brumel'    | Unione Sovietica | Mosca, Unione Sovietica       | 18 giugno 1961    |      |
| 2,24 m     | Valerij Brumel'    | Unione Sovietica | Mosca, Unione Sovietica       | 15 luglio 1961    |      |
| 2,25 m     | Valerij Brumel'    | Unione Sovietica | Sofia, Bulgaria               | 31 agosto 1961    |      |
| 2,26 m     | Valerij Brumel'    | Unione Sovietica | Palo Alto, Stati Uniti        | 22 luglio 1962    |      |
| 2,27 m     | Valerij Brumel'    | Unione Sovietica | Mosca, Unione Sovietica       | 29 settembre 1962 |      |
| 2,28 m     | Valerij Brumel'    | Unione Sovietica | Mosca, Unione Sovietica       | 21 luglio 1963    |      |
| 2,29 m     | Pat Matzdorf       | Stati Uniti      | Berkeley, Stati Uniti         | 3 luglio 1971     |      |
| 2,30 m     | Dwight Stones      | Stati Uniti      | Monaco, Germania Ovest        | 11 luglio 1973    |      |
| 2,31 m     | Dwight Stones      | Stati Uniti      | Filadelfia, Stati Uniti       | 5 giugno 1976     |      |
| 2,32 m     | Dwight Stones      | Stati Uniti      | Filadelfia, Stati Uniti       | 4 agosto 1976     |      |
| 2,33 m     | Volodymyr Jaščenko | Unione Sovietica | Richmond, Stati Uniti         | 3 luglio 1977     |      |
| 2,34 m     | Volodymyr Jaščenko | Unione Sovietica | Tbilisi, Unione Sovietica     | 16 giugno 1978    |      |
| 2,35 m     | Jacek Wszoła       | Polonia          | Eberstadt, Germania Ovest     | 25 maggio 1980    |      |
| 2,35 m     | Dietmar Mögenburg  | Germania Ovest   | Rehlingen, Germania Ovest     | 26 maggio 1980    |      |
| 2,36 m     | Gerd Wessig        | Germania Est     | Mosca, Unione Sovietica       | 1º agosto 1980    |      |
| 2,37 m     | Zhu Jianhua        | Cina             | Pechino, Cina                 | 11 giugno 1983    |      |
| 2,38 m     | Zhu Jianhua        | Cina             | Shanghai, Cina                | 22 settembre 1983 |      |
| 2,39 m     | Zhu Jianhua        | Cina             | Eberstadt, Germania Ovest     | 10 giugno 1984    |      |
| 2,40 m     | Rudol'f Povarnicyn | Unione Sovietica | Donec'k, Unione Sovietica     | 11 agosto 1985    |      |
| 2,41 m     | Igor' Paklin       | Unione Sovietica | Kōbe, Giappone                | 4 settembre 1985  |      |
| 2,42 m     | Patrik Sjöberg     | Svezia           | Stoccolma, Svezia             | 30 giugno 1987    |      |
| 2,42 m (i) | Carlo Thränhardt   | Germania Ovest   | Berlino Ovest, Germania Ovest | 26 febbraio 1988  |      |
| 2,43 m     | Javier Sotomayor   | Cuba             | Salamanca, Spagna             | 8 settembre 1988  |      |
| 2,44 m     | Javier Sotomayor   | Cuba             | San Juan, Porto Rico          | 29 luglio 1989    |      |
| 2,45 m     | Javier Sotomayor   | Cuba             | Salamanca, Spagna             | 27 luglio 1993    |      |

### Record indoor
| Misura | Atleta           | Nazione        | Luogo                         | Data             | Note |
| ------ | ---------------- | -------------- | ----------------------------- | ---------------- | ---- |
| 2,41 m | Patrik Sjöberg   | Svezia         | Il Pireo, Grecia              | 1º febbraio 1987 |      |
| 2,42 m | Carlo Thränhardt | Germania Ovest | Berlino Ovest, Germania Ovest | 26 febbraio 1988 |      |
| 2,43 m | Javier Sotomayor | Cuba           | Budapest, Ungheria            | 4 marzo 1989     |      |